# Jessie Redmon Fauset
Pour les articles homonymes, voir Jessie.
Jessie Redmon Fauset, née le 27 avril 1882 et morte le 30 avril 1961 , est une américaine qui s'est illustrée comme journaliste, directrice de publication, romancière, nouvelliste, poète et enseignante, est une des figures fondatrices du mouvement littéraire et culturel dit de la Renaissance de Harlem. Son engagement en tant que rédactrice en chef littéraire a participé à la diffusion et à la valorisation de la littérature afro-américaines des années 1920 et 1930.

## Biographie

### Jeunesse et formation

#### Une famille recomposée
Jessie Redmona Fauset (transformé plus tard en Jessie Redmon Fauset) est née le 27 avril 1882 à Fredericksville (aujourd'hui Lawnside), dans le Comté de Camden dans l'État du New Jersey, au Snow Hill Center Township. Elle est la septième enfant de Redmon Fauset, un pasteur de Église épiscopale méthodiste africaine, et d'Annie Seamon Fauset. Sa mère, Annie, décède peu de temps après la naissance de Jessie,,,,,,.
Redmon Fauset se remarie avec Bella Huff, une veuve d'origine juive occidentale convertie au christianisme, qui a trois enfants de son premier mariage. De ce remariage mixte naissent trois enfants dont l'écrivain Arthur Fauset (en). Bien que vivant dans des conditions sociales difficiles, Redmon Fauset comme Bella Huff encouragent et valorisent les études scolaires auprès de leurs enfants,,.

#### Scolarité
Après ses études primaires, Jessie est acceptée à l'une des meilleures écoles d'enseignement secondaire et supérieur (High School) de l'état de Pennsylvanie, la Philadelphia High School for Girls (en) ; Elle y est la seule et probablement première étudiante d'origine afro-américaine. En 1900, elle quitte l'établissement avec le diplôme de fin d'études avec mention,,,.
Jessie Fauset se présente pour être acceptée par le Bryn Mawr College, les membres du Conseil d'administration refusent son entrée à cause du climat ségrégationniste de l'époque mais impressionnés par son dossier, ils font les démarches nécessaires pour qu'elle obtienne une bourse d'études pour entrer à la Cornell University, d'Ithaca dans la banlieue de New York. Elle est la troisième afro-américaine à être acceptée à la Cornell University après Sara Winifred Brown (en) et Emily Barringer. Pendant ses études, entre 1903 et 1904, Jessie est logée dans un internat qui deviendra en 1916 un des trois établissements formant The Sage Colleges (en),,,.
Elle passe avec succès le Bachelor of Arts (mention lettres classiques) en 1905. Elle a également l'honneur d'être admise à fraternité étudiante Phi Beta Kappa  de l'Université Cornell, elle la seconde afro-américaine après Mary Annette Anderson (en) à bénéficier de cette reconnaissance,,,.
En 1919, Jessie Redmon Fauset soutient avec succès un Master of Arts de littérature française à l'Université de Pennsylvanie. En 1925, elle complète ses connaissances de la littérature française en suivant des cours à la Sorbonne de Paris,.

### Carrière

#### L'enseignante
Après l'obtention de son Bachelor of Arts (licence), elle pose sa candidature à l’Université de Philadelphie, qui la refuse à cause de la couleur de sa peau. En attendant mieux elle enseigne à la Frederick Douglass High School (Baltimore, Maryland) (en). Puis elle emménage à Washington (district de Columbia) où elle enseigne le français et le latin à la M Street High School (en) qui est rebaptisée Dunbar High School (en) en 1916,,.
Elle quitte l'enseignement en 1919 pour le reprendre en 1926 à la DeWitt Clinton High School du Bronx à New York, jusqu'à sa retraite en 1944. Prise par ses cours, elle a de plus en plus de difficultés à écrire de manière créative.

#### La rédactrice du magazineThe Crisis
Entre 1919 et 1926 Jessie Redmon Fauset entre au magazine The Crisis, le journal de la NAACP. comme critique littéraire, elle y publiera également des traductions de textes français. Elle devient l'une des collaboratrices de W. E. B. Du Bois. Jessie, tout au long des vingt-quatre numéros du magazine écrit de nombreux articles de recension de la production littéraire afro-américaines, rédige des poèmes, des historiettes, publie des interviews et gère la communication entre les contributeurs et le magazine,,.
C'est ainsi qu'elle fait connaître les auteurs liés au mouvement dit la Renaissance de Harlem, tels que Langston Hughes, Jean Toomer, Countee Cullen, et Claude McKay.
Parallèlement, Jessie est également directrice et auteure pour le magazine pour enfants afro-américains The Brownies' Book (en),,,.

#### La Femme de Lettres
Entre 1924 et 1933, Jessie Redmon Fauset publie quatre romans, explorant la vie des afro-américains de la classe moyenne.

### Vie personnelle
En 1929, âgée de 47 ans, Jessie Fauset se marie avec Herbert Harris, un courtier en assurances. Herbert sera un soutien pour sa carrière littéraire,,.
En 1958. Herbert Harris décède, à la suite de quoi Jessie quitte New York pour s'installer à Philadelphie.
Le 30 avril 1961, elle décède des suites d'une attaque cardiaque à Philadelphie,.
Elle repose aux côtés de son époux, Herbert Harris, à l'Eden Cemetery (en) de Collingdale.

## Œuvres

### Poèmes
- Rondeau, publié dans The Crisis Magazine, avril 1912.
- La Vie C’est La Vie, publié dans The Crisis Magazine, juillet 1922
- Courage!' He Said, publié dans The Crisis Magazine, novembre 1929

### Romans
- There Is Confusion, New York, Boni & Liveright (réimpr. 1974, 1989, 1998, 2000, 2020) (1re éd. 1924), 324 p. (ISBN 9780486843506, OCLC 771275417, lire en ligne)
- Plum Bun : A Novel Without A Moral, New York, Stokes (réimpr. 1985, 1990, 1999, 2015, 2021, 2024) (1re éd. 1928), 412 p. (ISBN 9780807006603, OCLC 45464828, lire en ligne)
- The Chinaberry Tree : A Novel of American Life, Philadelphie, Pennsylvanie, Lippincott (réimpr. 1969, 1992, 1995, 2013) (1re éd. 1931), 364 p. (ISBN 9780486493220, OCLC 632238400, lire en ligne),
- Comedy : American style, New York, Frederick A. Stokes Company (réimpr. 1969, 1995, 2010, 2013) (1re éd. 1933), 344 p. (ISBN 9780486493213, OCLC 880876591, lire en ligne)

### Nouvelles
- Emmy, publiée par le magazine The Crisis. decembre 1912 et janvier 1913.
- My House and a Glimpse of My Life Therein, publiée par le magazine The Crisis, juillet 1914
- Double Trouble, publiée par le magazine The Crisis, août 1923, septembre 1923

### Articles
- Impressions of the Second Pan-African Congress", publié par le magazine The Crisis. novembre 1921.
- What Europe Thought of the Pan-African Congress, publié par le magazine The Crisis, décembre 1921
- The Gift of Laughter in The New Negro: An Interpretation, New York, A. and C. Boni, 1925, 7 p. (OCLC 8106615823),
- Dark Algiers the White, publié par le magazine The Crisis. 1925–26 (no 29–30)

## Regard sur son œuvre littéraire

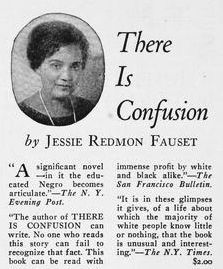
Publicité pour There Is Confusion.

Jessie Fauset a été, par ses nombreux articles dans The Crisis, l’un des écrivains les plus prolifiques de la Renaissance de Harlem,. La critique, à cause des préjugés de l'époque, jugent ses romans et ses poèmes comme relevant du sentimentalisme romanesque. Depuis ses ouvrages ont été réévalués, en mettant en avance son exploration fine des positions et postures des afro-américains selon les nuances de couleur de la peau, les épreuves que subissent les femmes artistes vis-à-vis de la suprématie blanche, la complexité sociale des Afro-américains de leur rapport à une triple identité : la couleur de la peau, la classe sociale et le sexe,. Le regain d'intérêt pour le travail de Jessie Fauset, est dû à l'explosion de la critique féministe noire du Black Arts Movement 1970-80, c'est ainsi que sont réédités deux de ses romans There Is Confusion et Plum Bum,.
Plum Bun, est devenu un texte de référence pour la compréhension de la Renaissance de Harlem.
Les théoriciennes du féminisme afro-américain placent l'écriture de Jessie Fauset, aux côtés de Nella Larsen, Zora Neale Hurston, et d'autres femmes écrivains de cette période. Les études actuelles valorisent le travail de Jessie Fauset comme étant une renouveau du roman de mœurs semblable à Edith Wharton, Zona Gale et Edna Ferber.